# Xã Quinnebaugh, Quận Burt, Nebraska
Xã Quinnebaugh (tiếng Anh: Quinnebaugh Township) là một xã thuộc quận Burt, tiểu bang Nebraska, Hoa Kỳ. Năm 2010, dân số của xã này là 68 người.